# Iberoamérica Social: revista-red de estudios sociales
Iberoamérica Social: revista-red de estudios sociales es una red de actores que buscan intercambiar y ofrecer material original (reflexiones, análisis, opiniones, etc.) sobre el campo de los estudios sociales en torno al universo iberoamericano (América Latina y la península ibérica). El aspecto más innovativo de esta red es el uso del “bloggin” donde cada colaborador (desde el consejo editorial hasta el comité científico) puede verter su perspectiva directamente, usando las redes sociales y otros medios de difusión por internet para que cada entrada tenga la mayor visibilidad posible. Aparte de ello, esta red cuenta con un apartado de blog comunitario para aportes de terceros.
Iberoamérica Social también publica cada seis meses una revista científica especializada de carácter inter y transdisciplinar de los estudios sociales también versado en el mundo Iberoamericano. Es una publicación digital pensada para facilitar su difusión y accesibilidad. Cada número gira en torno a un tema principal propuesto por el equipo de Iberoamérica Social, aparte de publicar artículos libres y material de miscelánea tales como reseñas o experiencias de investigación.
Publicación indexada en: 
- Latindex[1]
- Dialnet[2]
- e-Revistas[3] del Consejo Superior de Investigaciones Científicas
- REDIB[4]
- Deycrit-Sur

Cuenta con ISSN (2341-0485) desde enero de 2014.